# Alejo Capelo
José Alejo Capelo Cabello (Ecuador, finales del siglo XIX-Guayaquil, 15 de noviembre de 1973) fue un poeta, dramaturgo, escritor, tipógrafo, historiador y militante anarquista ecuatoriano, nacido a fines del siglo XIX.
Figura clave del anarquismo ecuatoriano, su papel fue determinante para la configuración de varias asociaciones anarquistas.

## Biografía
Fundó la Federación Regional de Trabajadores del Ecuador, Grupo "Luz y Acción", y la Asociación Gremial del Astillero.
Fue redactor y colaborador de publicaciones anarquistas y obreras como Tribuna Obrera, El Proletario, El Hambriento, Germinal, El Federal, y el periódico mexicano Tierra y Libertad.
Publicó el libro 15 de Noviembre: una jornada sangrienta, donde relata los sucesos de la Masacre de obreros del 15 de noviembre de 1922.
Murió el 15 de noviembre de 1973 en Guayaquil.